# Polyptoton
Polyptoton of adnominatio is een zeer sterk aan het parallellisme, de paronomasie en het isocolon verwante stijlfiguur waarbij een woord binnen een korte passage in verschillende verbogen of vervoegde vormen wordt herhaald: 
- homo homini lupus est
- vis vim vi vincit
- buigend gij buigt (Gezelle)

Een variant hierop is de traductio, waarbij een zelfde woord in herhaling een andere betekenis heeft:
- Hij leeft gelijck men leeft daer 't Leven leven is (Huygens)